# Echeveria eurychlamys
Echeveria eurychlamys là một loài thực vật có hoa trong họ Crassulaceae. Loài này được (Diels) A.Berger miêu tả khoa học đầu tiên năm 1930.